# Gustavo Adolfo Bécquer
Gustavo Adolfo Domínguez Bastida Insausti de Vargas Bécquer Bausa, més conegut com a Gustavo Adolfo Bécquer —va adoptar aquest sobrenom seguint els passos del seu germà, el pintor Valeriano Bécquer— (Sevilla, 17 de febrer del 1836 - Madrid, 22 de desembre del 1870), poeta, periodista i narrador espanyol de literatura romàntica. És dels tres poetes en llengua espanyola més influents respecte el camí de la poesia en espanyol. La seva Rimes també ha estat molt important en l'estudi de la música del segle xix a causa que la seva poesia és el més ajustat a la música en tota la història. Les Rimes tenen unes dues-centes versions musicades per compositors com Isaac Albéniz o Joaquín Turina.

## Biografia
Va néixer a Sevilla fill del pintor José Domínguez Insausti i de Joaquina Bastida de Vargas. Pel costat patern descendia d'una noble família de comerciants d'origen flamenc, els Becker o Bécquer, establerta a la capital andalusa al segle xvi; del seu prestigi n'és testimoni el fet que posseïren capella i sepultura en la mateixa catedral de Sevilla des de 1622. La seva casa natal ja no existeix. Va ser batejat a l'església de San Lorenzo Mártir de Sevilla. Els seus avantpassats directes, començant pel seu mateix pare, José Domínguez Bécquer, van ser pintors de costums andalusos, i tant Gustavo Adolfo com el seu germà Valeriano van estar molt dotats per al dibuix. Valeriano, de fet, es va inclinar per la pintura. El pare va morir el 26 de gener de 1841, quan el poeta tenia cinc anys. L'any 1846, amb deu anys, Gustavo Adolfo va ingressar al Col·legi de Nàutica de San Telmo, a Sevilla, on va aprendre d'un deixeble del gran poeta Alberto Lista, Francisco Rodríguez Zapata, i va conèixer el seu gran amic i company d'afanys literaris Narciso Campillo. Però els germans Bécquer van quedar orfes també de mare l'any següent, el 27 de febrer de 1847, i van ser adoptats llavors per la seua tia María Bastida. Valeriano i Gustavo van estar molt units, i de fet van emprendre molts treballs i viatges junts.
Es va suprimir el Col·legi de Nàutica i Gustavo Adolfo va quedar desorientat. Va passar a viure llavors amb la seua padrina Manuela Monahay, acomodada i de certa sensibilitat literària. En la seua biblioteca el poeta va començar a aficionar-se a la lectura. Va iniciar llavors estudis de pintura en els tallers dels pintors Antonio Cabral Bejarano i Joaquín Domínguez Bécquer, oncle de Gustavo, que li va pronosticar "tu no seràs mai un bon pintor, sinó un dolent literat", encara que el va estimular en els estudis i li va pagar classes de llatí. Després d'uns primers passos literaris (escriu en El trono y la nobleza de Madrid i en les revistes sevillanes La Aurora i El Porvenir) va traslladar-se a Madrid l'any 1854, amb el desig de triomfar en la literatura. Va patir una gran decepció i va sobreviure amb penes i treballs en la bohèmia d'aquells anys. Per a guanyar alguns diners va escriure, en col·laboració amb els seus amics (Julio Nombela i Luis García Luna), comèdies i sarsueles com La novia y el pantalón (1856), sota el pseudònim de Gustavo García, satiritzant l'ambient burgès i antiartístic que l'envoltava, o La venta encantada, basada en Don Quixot. Aquest any va viatjar amb el seu germà a Toledo buscant inspiració per al seu llibre Història dels temples d'Espanya. Va ser lloc d'amor i de pelegrinatge per a ell. En aquell temps li interessaven el Byron de les Hebrew Melodies o el Heine de l'Intermezzo, que havia conegut a través de la traducció que Eulogio Florentino Sanz havia publicat l'any 1857 en la revista El Museo Universal. Va ser precisament aquest any, 1857, quan se li va declarar la tuberculosi que l'hauria d'enviar a la tomba. També aquest mateix any va gaudir d'una modesta ocupació dins de la Direcció de Béns Nacionals, però va perdre el lloc de treball, segons certa llegenda, en sorprendre'l el seu cap dibuixant. El seu pessimisme anava creixent dia a dia i només les atencions de la seua patrona a Madrid, Valeriano i alguns amics el van ajudar per a superar la crisi. El mateix any va començar un ambiciós projecte inspirat per El geni del cristianisme de Chateaubriand: estudiar l'art cristià espanyol unint el pensament religiós, l'arquitectura i la història: "La tradició religiosa és l'eix de diamant sobre el qual gira nostre passat. Estudiar el temple, manifestació visible de la primera, per a fer en un sol llibre la síntesi del segon: heus ací el nostre propòsit". Però només eixirà el primer tom de la seua Història dels temples d'Espanya, amb il·lustracions de Valeriano.
Cap a 1858 va conèixer Josefina Espín, una bella senyoreta d'ulls blaus, i va començar a cortejar-la. Això no obstant, ben aviat es va fixar en la que seria la seua musa irrenunciable, la germana de Josefina i bella cantant d'òpera Julia Espín i Pérez de Collbrand, d'ulls negres, en la tertúlia que es desenvolupava a casa de son pare, el músic Joaquín Espín y Guillén, mestre director de la Universitat Central, professor de solfeig en el Conservatori i organista de la capella real, protegit de Ramón María Narváez y Campos. Gustavo es va enamorar (deia que l'amor era la seua única felicitat) i va començar a escriure les primeres Rimes, com Tu pupila es azul, però la relació no va arribar a consolidar-se perquè ella tenia més altes ambicions i li disgustava la vida bohèmia de l'escriptor, que encara no era famós. Julia va donar nom a una de les filles de Valeriano. En aquesta època va començar a escoltar al seu admirat Frédéric Chopin.

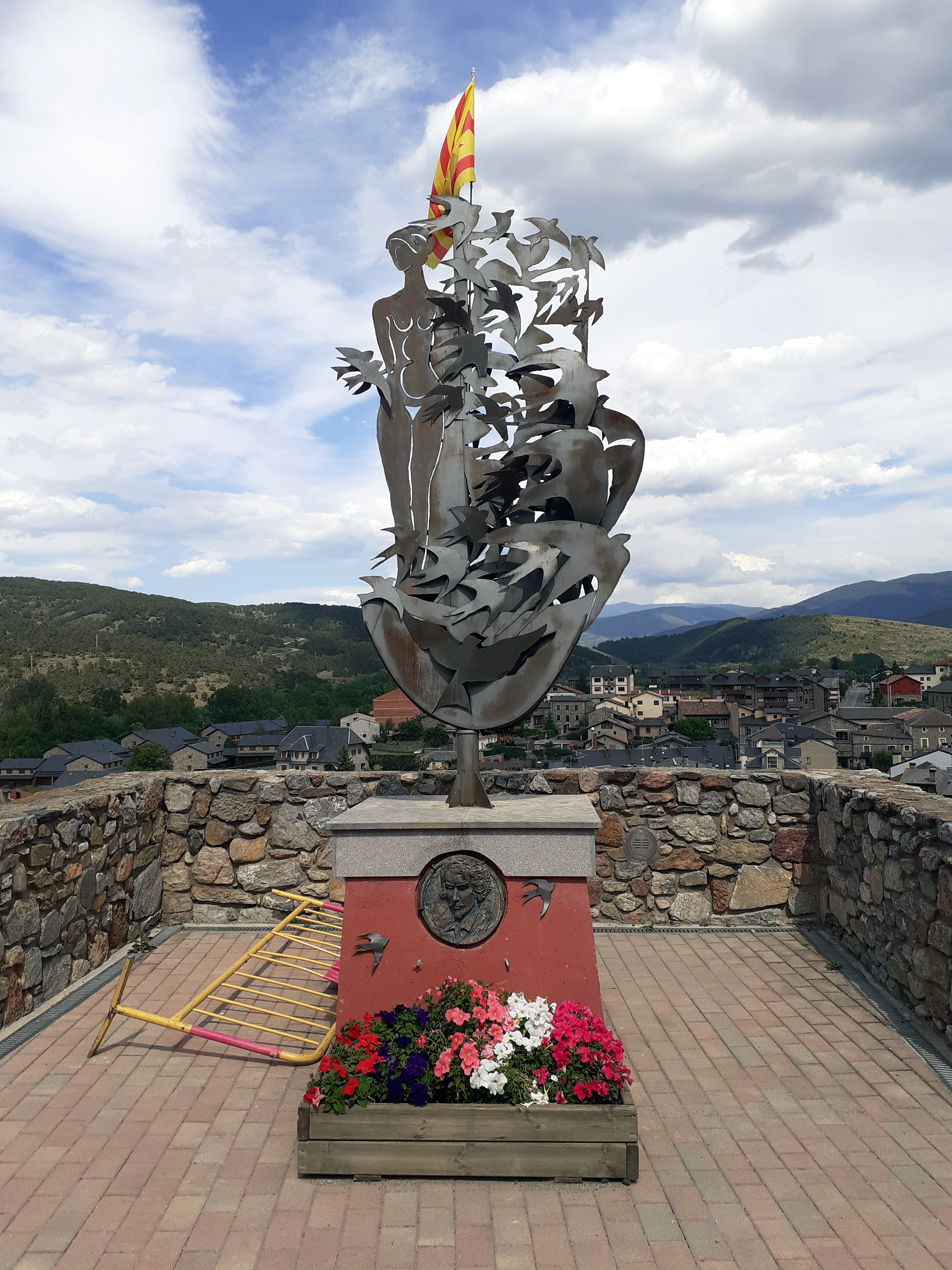
Monument a Gustavo Adolfo Bécquer a Bellver de Cerdanya, vila en la qual va sojornar durant els mesos d'octubre i novembre de 1860 i hi va escriure la llegenda del Creu del Diable.

L'any 1860 va publicar Cartas literarias a una mujer on explica l'essència de les seues Rimes, que al·ludeixen a allò inefable. En la casa del metge que el tractava d'una malaltia venèria, Francisco Esteban, va conèixer la que seria la seua esposa, Casta Esteban Navarro. Van contraure matrimoni en el 19 de maig de 1861. De 1858 a 1863, la Unió Liberal d'O'Donnell governava Espanya i l'any 1860, González Brau, amb el suport del financer Salamanca, va fundar El Contemporáneo, dirigit per José Luis Albareda i en el que participaven redactors de la talla de Juan Valera y Alcalá Galiano. El gran amic de Bécquer, Rodríguez Correa, ja redactor del nou diari, va aconseguir un lloc de redactor per a Bécquer. En aquest periòdic el poeta farà de tot: crònica de salons, política, literatura... fins que desaparega l'any 1865; gràcies a aquesta remuneració van poder viure els novençans. L'any 1862 va nàixer el seu primer fill, Gregorio Gustavo Adolfo, a Noviercas (província de Sòria), on la família de Casta posseïa béns i on Bécquer va tenir una caseta per al seu descans i recreació. Va començar a escriure forçosament per a guanyar més diners per a la petita família i fruit d'aquest intens treball van nàixer algunes de les seues Llegendes.
Però l'any 1863 va patir una greu recaiguda en la seua malaltia, de la que no obstant va millorar i va poder anar a Sevilla amb la seua família. D'aquesta època és el retrat fet pel seu germà que es conserva en el Museu de Belles Arts de Sevilla. Treballava amb el seu germà Valeriano, i Casta va discutir amb aquest, perquè no suporta el seu caràcter i pel fet que quasi sempre estiguera a sa casa. González Bravo, amic i mecenes de Gustavo, el va nomenar censor de novel·les l'any 1864 i Gustavo tornà a Madrid, on va exercir aquest treball fins a l'any 1865, amb vint-i-quatre mil reals de sou. En aquest darrer any va nàixer el seu segon fill, Jorge.
L'any 1866 va ocupar novament el càrrec de censor fins a l'any 1868. Aquest va ser un any horrible per a Bécquer: Casta li era infidel, l'original del seu llibre de poemes va desaparèixer i els disturbis revolucionaris el van portar a Toledo durant un breu temps. Al desembre d'aquest any va nàixer a Noviercas el tercer fill de Bécquer, Emilio Eusebio. Aquest naixement va desencadenar una tragèdia conjugal: es deia que aquest últim fill era de l'amant de Casta. Hi havia, a més, constants discussions de Valeriano amb Casta. No obstant esposos s'escrivien. Després de passar una temporada a Toledo, va tornar a Madrid per a dirigir La Ilustración de Madrid, diari que acaba de fundar Eduardo Gasset amb la intenció que el dirigira Gustavo Adolfo i treballara en ell Valeriano de dibuixant. El 22 de desembre, però, va morir Gustavo mentre a Sevilla hi havia un eclipsi total de sol. Un poc abans, al setembre, havia mort el seu germà Valeriano. Mentres agonitzava, va demanar al seu amic, el poeta Ferrán que cremara les seues cartes («serien la meua deshonra») i que publicaren la seua obra («Si és possible, publiqueu els meus versos. Tinc el pressentiment que mort seré més i millor conegut que viu»); va demanar també que prengueren cura dels seus fills. Les últimes paraules van ser "Tot mortal". Els seus amics Ferrán i Correa es van posar immediatament, per a ajudar la família, a preparar l'edició de les seues Obres completes, que van eixir l'any 1871 en dos volums, augmentades en successives edicions. Les restes dels dos germans van ser traslladades l'any 1913 a Sevilla, on actualment reposen.

## Bécquer com a dibuixant
Des d'infant va estar rodejat de llenços i dibuixos de son pare, el que va fer que també s'interessés per la pintura. Va dir que la pintura és un mitjà d'expressió vers l'inefable, superant l'escriptura. Les seves amistats sempre van valorar les seves capacitats com a dibuixant i va col·laborar diverses vegades amb el seu germà Valeriano. Destaca la seua gran tècnica i reflecteix el seu món interior. La vida i la mort estan entrellaçats en la majoria dels seus dibuixos de les seues sèrie Les morts pour rire. Bizarreries. Les escenes dibuixades provoquen la rialla, el riure's de la mort. Amb el seu germà va fer la peça satírica Los Borbones en pelota.
També va fer dibuixos on representa els seus mons imaginaris reflectits en les seues Rimas y Leyendas. Julia Espín també està present en gran part de l'obra pictòrica de Bécquer, reflectint-la en distintes situacions.

## Bécquer en música
Els seus Rimes han estat molt importants en l'estudi de la música del segle xix a causa de la seva poesia és el més ajustat a la música en tota la Història. Les Rimes tenen unes dues-centes versions posades en música de compositors com Isaac Albéniz o Joaquín Turina. El més important de tot són les Rimas per G.A.Bécquer per Isaac Albéniz, perquè Albéniz és un dels més grans compositors de tot el món. Aquestes rimes van ser descobertes recentment en les seves dues versions de la partitura, per a l'orador i per al cantant, i que s'editen com a puntuació i rècord com Complete Edition de G.A.Bécquer Rhymes pel compositor Isaac Albéniz per primera vegada en '2014.

## Obres
- Historia de los templos de España, Madrid, 1857, publicat només el tom I.
- Cartas literarias a una mujer, 1860-1861, publicat a El Contemporáneo.
- Cartas desde mi celda, Madrid, 1864, en són nou, publicades a El Contemporáneo.
- Libro de los gorriones, 1868, manuscrit.
- Obres completes, Madrid, Fortanet, 1871, 2 volums.

### Rimes
Bécquer és, alhora, el poeta que inaugura —al costat de Rosalía de Castro— la lírica moderna espanyola i el que aconsegueix connectar-nos de nou amb la poesia tradicional. Les Rimes s'enquadren dins de dos corrents heretats del Romanticisme: la revaloració de la poesia popular (que la lírica culta havia abandonat al segle xviii) i l'anomenada «estètica del sentiment». L'ideal poètic de Bécquer és desenvolupar una lírica intimista, expressada amb sinceritat, de forma senzilla i d'estil fàcil. Bécquer i les seves Rimes són el llindar de la lírica en espanyol del segle xx.
Bécquer prefereix comunicar en les seves rimes idees en lloc de sentiments. Per aconseguir-ho, rebutja tot el que sigui retòrica i les seves poesies es caracteritzen per una senzillesa lèxica i per la brevetat.
Els temes principals de les seves rimes són: l'amor, la solitud, el dolor i la mort. El poeta aspira a l'amor absolut amb una dona ideal a qui compara amb Déu. Però realment aquesta dona ideal només existeix en la seva imaginació.
El músic castellà Federico Olmeda, posà música a moltes Rimes d'aquest poeta.

### Llegendes
Les llegendes de Bécquer foren publicades entre els anys 1858-1864 a premsa. L'autor va publicar les seves llegendes quan aquest gènere havia entrat en decadència. Per la qual cosa els va donar una versemblança pròpia dels relats realistes. En les seves llegendes es va proposar narrar una història tan apassionant com eren les històries d'abans. Va ubicar l'acció de les seves llegendes en èpoques remotes com l'Edat Mitjana i on era freqüent l'aparició d'elements com els castells, els temples, i elements sobrenaturals.
A més, Bécquer va situar les seves històries en llocs que el mateix autor coneixia. Tot això va contribuir encara més a què les seves llegendes fossin més versemblants.
En moltes de les seves llegendes, Bécquer ens explica la història d'una transgressió. Consisteix en el fet que un dels seus personatges comet un sacrilegi, obra malament, s'introdueix dins d'un lloc prohibit... i tot això ho fa per amor. Llavors aquest personatge rep un càstig, que pot ser la seva mort, la seva bogeria o el desengany amorós. Aquest càstig pot ser impartit per Déu o per una força sobrenatural.
Hi ha dos temes quasi constants a les llegendes de Bécquer: el món sobrenatural, religiós i meravellós a la vida quotidiana i el tema de l'amor (aquest últim tema solament no apareix a La Creación). Així, hi poden aparèixer monjos que ressuscitin, estàtues que prenen vida...
- El caudillo de las manos rojas, 1858. Publicat a La Crónica.[8]
- La vuelta del combate, 1858. Publicat a La Crónica. És la continuació de l'anterior.[9]
- La cruz del diablo, 1860. Publicat a La Crónica de Ambos Mundos.[10]
- La ajorca de oro, 1861. Publicat a El Contemporáneo.[11]
- El monte de las ánimas, 1861. Publicat a El Contemporáneo.[12] sobre aquesta obra i amb el mateix títol el compositor gallec Eduardo Rodríguez-Losada Rebellón, va compondre una òpera l'any 1927.
- Los ojos verdes, 1861. Publicat a El Contemporáneo.[13]
- Maese Pérez, el organista, 1861. Publicat a El Contemporáneo.[14]
- Creed en Dios, 1862. Publicat a El Contemporáneo.[15]
- El rayo de luna, 1862. Publicat a El Contemporáneo.[16]
- El Miserere, 1862. Publicat a El Contemporáneo.[17]
- El Cristo de la caravela, 1862. Publicat a El Contemporáneo.[18]
- El gnomo, 1863. Publicat a La América.[19]
- La cueva de la mora, 1863. Publicat a El Contemporáneo.[20]
- La promesa, 1863. Publicat a La América.[21]
- La corza blanca, 1863. Publicat a La América.[22]
- El beso, 1863. Publicat a La América.[23]
- La Rosa de Pasión[24], 1864.
- La creación, 1861. Publicat a El Contemporáneo.[25]
- Tres fechas,[26] 1862[cal citació].

### Altres narracions
- ¡Es raro!, 1861.
- El aderezo de las esmeraldas, 1862.
- La venta de los gatos, 1862.
- Apólogo, 1863.
- Un boceto del natural, 1863.
- Un lance pesado
- Memorias de un pavo, 1865.
- Las hojas secas
- Historia de una mariposa y una araña
- La mujer de piedra, inacabada.

### Teatre
- La novia y el pantalón
- La venta encantada
- Las distracciones
- La cruz del valle
- Tal para cual

### Articles
- Crítica literària
- El maestro Herold
- La soledad
- El Carnaval
- La Nena
- Las perlas
- La mujer a la moda
- La pereza
- La ridiculez
- Caso de Ablativo